# 国立病院機構賀茂精神医療センター
独立行政法人国立病院機構賀茂精神医療センター（どくりつぎょうせいほうじんこくりつびょういんきこうかもせいしんいりょうセンター）は、広島県東広島市黒瀬町南方にある医療機関。独立行政法人国立病院機構が運営する病院である。政策医療における精神疾患、重症心身障害の専門医療施設である。重症心身障害については、国立病院機構中国四国グループ唯一の重度情動行動障害児（いわゆる「動く重心」）のための施設である。近くには広島県立黒瀬特別支援学校があり、病院からスクールバスで通学が可能となっている。

## 沿革
- 1943年7月16日	 - 	呉海軍第三病院として着工
- 1944年5月1日	 - 	賀茂海軍病院として14ヶ病棟1,200床の規模で開設、一部病棟未完成のまま終戦となる
- 1945年12月1日	 - 	厚生省に移管、国立賀茂病院となる
- 1947年4月1日	 - 	結核療養所に転換、国立療養所賀茂病院と改称
- 1953年4月1日	 - 	国立賀茂療養所と改称
- 1965年5月15日	 - 	精神神経科病棟(6病棟)100床完成
- 1966年4月27日	 - 	精神神経科病棟(2病棟)100床完成
- 1972年2月7日	 - 	精神神経科病棟(1病棟)100床完成
- 1974年4月1日	 - 	国立療養所賀茂病院と改称
- 1975年3月31日	 - 	重症心身障害児(者)病棟(5病棟)80床完成
- 1980年4月30日	 - 	結核病棟閉鎖
- 1980年5月7日	 - 	老人精神病棟(3病棟)50床完成
- 2001年3月30日	 - 	第6病棟(100床)更新築
- 2004年4月1日	 - 	独立行政法人に移行し、賀茂精神医療センターに改称
- 2006年1月6日	 - 	老人精神病棟(3病棟)33床閉鎖
- 2008年6月24日	 - 	医療観察法病棟(7病棟)33床開棟
- 2012年10月1日	 - 	重症心身障害児(者)病棟100床完成
- 2013年3月1日	 - 	精神病棟(170床)完成
- 2013年12月1日	 - 	新サービス棟完成
- 2017年2月1日	 - 	病棟再編成　2-2病棟(57床)休棟
- 2017年3月1日	 - 	医療法(精神)病床18床減床

## 診療科
- 精神科
- 内科
- 専門外来
  - うつ・ストレスケア外来
  - 物忘れ外来
  - 心身症外来
  - 発達外来
  - セカンドオピニオン外来
- 歯科は入院患者の診療。
- 小児科・外科・整形外科は休診中。

## 医療機関の指定等
- 保険医療機関
- 労災保険指定医療機関
- 指定自立支援医療機関（精神通院医療）
- 精神保健及び精神障害者福祉に関する法律（昭和25年法律第123号）に基づく指定病院又は応急入院指定病院
- 精神保健指定医の配置されている医療機関
- 生活保護法指定医療機関
- 医療保護施設
- 結核指定医療機関
- 戦傷病者特別援護法指定医療機関
- 原子爆弾被害者一般疾病医療取扱医療機関
- 臨床研修指定病院（協力型）
- 特定疾患治療研究事業委託医療機関
- 小児慢性特定疾患治療研究事業委託医療機関

## 周辺の施設
- 広島県立黒瀬高等学校

## 交通アクセス
- JR西日本山陽本線西条駅よりJRバス中国西条線呉駅行で約30分、賀茂医療センター口下車、徒歩14分。

## その他
- 1970年代、山陽新幹線の延伸に伴い騒音と振動により環境権が侵害されるとして、患者と職員が国鉄総裁を相手取り、新幹線工事の禁止を求める仮処分申請を行っていた[1]。